# Sebastián Toro
Sebastián Patricio Toro Hormazábal (ur. 2 lutego 1990) – chilijski piłkarz grający na pozycji obrońcy. Obecnie występuje w klubie Deportes Iquique, do którego wypożyczony jest z CSD Colo-Colo.
5 maja 2010 roku zadebiutował w reprezentacji Chile i strzelił bramkę.

## Gole w reprezentacji
| #  | Data        | Miejsce                                     | Przeciwnik        | Gol na | Rezultat | Turniej    |
| -- | ----------- | ------------------------------------------- | ----------------- | ------ | -------- | ---------- |
| 1. | 5 maja 2010 | Estadio Tierra de Campeones, Iquique, Chile | Trynidad i Tobago | 2–0    | 2-0      | Towarzyski |